# 熊猫债券
熊猫债券，是由非中國大陸居民或公司所發行的以人民幣計價的債券，在中华人民共和國出售 。
首兩個熊貓債券發行於2005年10月，在同一天，由國際金融公司和亞洲開發銀行所發行。
他們的條件為收益率3.4％的113億10年期人民幣國債，和收益率3.34％的10億10年期人民幣國債。
中華人民共和國政府已經在有關實施細則的部份談判了好幾年，允許出售該債券之前，他們一直在關注對可能影響他們的貨幣掛鉤。